# Giffoni Sei Casali
Giffoni Sei Casali là một đô thị (comune) thuộc tỉnh Salerno trong vùng Campania của Ý. Giffoni Sei Casali có diện tích 34 km2, dân số là 5337 người (thời điểm ngày).